# Goālgrām
Goālgrām är en ort i Bangladesh.   Den ligger i provinsen Dhaka, i den centrala delen av landet, 70 km sydväst om huvudstaden Dhaka. Goālgrām ligger 8 meter över havet och antalet invånare är 2 700.
Terrängen runt Goālgrām är mycket platt. Runt Goālgrām är det mycket tätbefolkat, med 1 135 invånare per kvadratkilometer.. Närmaste större samhälle är Kāsālia, 4,9 km nordväst om Goālgrām.
Trakten runt Goālgrām består till största delen av jordbruksmark.